# Гуменюк Дмитро-Олесь Миколайович
Олесь-Дмитро Миколайович Гуменюк (7 листопада 1925 — 8 травня 2020) — воїн УПА, голова Львівського крайового братства ветеранів національно-визвольної боротьби.

## Життєпис
Олесь-Дмитро Гуменюк (псевдо «Скорий») народився 7 листопада 1925 року. Син Миколи Гуменюка, вояка Української Галицької Армії. Батько письменника Андрія Гуменюка.
У 1937 році Олесь Гуменюк вступив до Коломийської гімназії, де провчився до приходу совітів у 1939 році.
Навесні 1943 року добровільно зголосився до лав дивізії «Галичина», де пройшов військовий вишкіл.
Воював у лавах УПА на Бродівщині під керівництвом сотенного «Чорняка» (нар. 10.1948 — пом. 4.05.1949) ТВ-24 «Маківка». У липні 1944 року був поранений у битві під Бродами.
Із серпня 1944 року — стрілець Надвірнянської районної боївки, писар-слідчий служби безпеки Станіславської округи Карпатського краю (ЗУЗ).
Уночі 15 листопада 1945 року під час операції по захопленню агента Левчука упав з 5-метрової висоти. 21 листопада по доносу його почали допитувати в хаті, а закінчили в лісі біля Яремчі.
У березні 1946 року Військовий трибунал виніс вирок: 15 років каторги і п'ять років «пораження прав». Відбував покарання у Норильську. Брав участь у Норильскому повстанні.
Після повернення вступив до сільськогосподарського технікуму й працював токарем.
Був одним із засновників Львівського крайового братства ветеранів національно-визвольної боротьби, згодом очолив його.
4 квітня 2019 року презентовано документальний фільм «Покоління повстанців» заснований на його книжці «Спогади про буремні роки визвольних змагань». В якому взяв участь разом із своїм сином бійцем добровольчого батальйону ОУН («Кельт») Андрієм.
Помер 8 травня 2020 року у віці 94 років у Львові. Був похований 11 травня на полі 86а Личаківського цвинтаря.

## Нагороди
- Орден «За заслуги» II ст. (26 листопада 2005) — за вагомий особистий внесок у національне та державне відродження України, самовідданість у боротьбі за утвердження ідеалів свободи і незалежності, активну громадську діяльність[5]
- Орден «За заслуги» III ст. (8 листопада 1999) — за активну громадсько-політичну діяльність, участь у становленні української державності[6]
- Відзнака Президента України — Хрест Івана Мазепи (1 грудня 2015) — за значний особистий внесок у державне будівництво, соціально-економічний, науково-технічний, культурно-освітній розвиток Української держави, вагомі трудові досягнення, багаторічну сумлінну працю[7]
- Відзнака Львівського міського голови «Почесний знак Святого Юрія» (5 листопада 2015)[8].